# Petrez Williams
Petrez Williams (* 18. Juni 2000 in Saint Paul’s) ist ein Fußballspieler von St. Kitts und Nevis.

## Karriere

### Klub
In der Saison 2016/17 begann er seine Karriere beim St. Paul’s United FC. Ab September 2018 residierte er dann bei der U23 der Portland Timbers in den USA, wo er bis November 2019 aktiv war. Anschließend kehrte er wieder in seine Heimat zurück und spielt seit dem wieder für St. Pauls United.

### Nationalmannschaft
Sein erster Einsatz in der A-Nationalmannschaft von St. Kitts und Nevis war am 22. August 2017 bei einer 1:1-Freundschaftsspiel gegen Mauritius. Danach folgten bislang weitere Freundschaftsspiele als auch Einsätze in der CONCACAF Nations League und bei der Qualifikation für die Weltmeisterschaft 2022.